# Soul Kitchen (The-Doors-Lied)
Soul Kitchen ist ein Lied der Doors aus dem Jahr 1967 vom Album The Doors. Es ist eines der frühen Lieder der Gruppe.

## Geschichte und Hintergrund

### Entwicklung des Textes
Jim Morrison schrieb den Text des Liedes Soul Kitchen im Juli 1965. Das Lied ist dem Soul-Food-Restaurant Olivia’s am Venice Beach in Los Angeles gewidmet, das Morrison wie viele Studenten der UCLA gerne besuchte. John Densmore schrieb dazu in seiner Autobiografie … das Diner habe wie ein Amtrak-Speisewagen ausgesehen, der am Strand gelandet war. Morrison verließ das Lokal häufig als einer der letzten Gäste, und musste oft zur Sperrstunde hinausgeworfen werden. Well, the clock says it’s time to close now [Nun, die Uhr sagt, es ist jetzt Zeit zu schließen], I guess I’d better go now [ich denke, ich ginge besser], I’d really like to stay here all night [ich würde wirklich gerne die ganze Nacht hierbleiben], drückt diese Stimmung aus. Der Text entwickelte sich über einen längeren Zeitraum. Zuerst schrieb Morrison die dritte Strophe, darauf einen Entwurf der zweiten, dann die erste, die er wie die dritte später fast unverändert beließ. Es folgten ein Entwurf des Refrains, eine Variante der dritten Strophe und die letzte Strophe. Eine zweite Version war mit der Version des Albums in Aufbau und Wortlaut schon fast identisch. Zuletzt probierte er nur noch weitere Varianten des Refrains und der zweiten Strophe aus.

### Studioaufnahme
Die Aufnahmen zum Album The Doors fanden vom 19. bis 24. August 1966 im Studio Sunset Sound Recorders in Hollywood statt. Als Ergänzung der Bandmitglieder Jim Morrison, Robby Krieger, Ray Manzarek und John Densmore wirkte Larry Knechtel auf Veranlassung des Produzenten Paul A. Rothchild  bei der Studioaufnahme von Soul Kitchen als Bassist mit. Rothchild war der Ansicht, dass das Lied einen Bassisten benötigte. Normalerweise spielte die Band ohne Bassisten, da Ray Manzarek diese Funktion auf der Orgel ausübte. Knechtel wird auf dem Album als Studiomusiker nicht aufgeführt. Jim Morrison sang zwei Spuren ein: eine Lead- und eine Harmoniestimme, die beim fertigen Lied übereinandergelegt, overdubbed,  wurden. Obwohl das Lied gegenüber Live-Auftritten stark gekürzt ist, sind auf dem Album nur die Lieder Light My Fire und The End länger.

### Versionen bei Live-Auftritten
Soul Kitchen gehörte bei Live-Auftritten der Doors von Anfang an zum ständigen Repertoire. Schon im Sommer 1966 gehörte es zusammen mit Light My Fire, Break on Through (To the Other Side), Take It as It Comes und The End zu einem typischen Set bei ihren Auftritten.  Ein Beispiel ist die im März 2017 neu veröffentlichte Version des Konzertes vom 7. März 1967 in The Matrix in San Francisco. Am 12. Dezember 1970 spielten sie es das letzte Mal bei einem öffentlichen Auftritt in New Orleans, dem letzten Konzert Jim Morrisons vor seinem Tod. Nach dem Gitarrensolo wiederholten die Doors bei Konzerten häufig die dritte Strophe und den Refrain. Ray Manzarek spielte darauf oft noch ein Orgelsolo. Für die Studioaufnahme spielte die Band eine kürzere Version ein. Bei Auftritten sang Morrison vor der letzten Strophe oft noch weitere gebetartige Strophen.

### Interpretationen und Rezensionen
Nach Paul A. Rothchild ist Soul Kitchen voll von sexuellen Metaphern. Let me sleep all night in your soul kitchen. Warm my mind near your gentle stove. [Lass mich die ganze Nacht in deiner Seelenküche schlafen. Wärme meine Seele an deinem zarten Ofen]. Der Schlüssel zum Lied sei die Zeile Learn to forget [Lerne zu vergessen], die Morrison oft wiederholt. Auch Greil Marcus weist auf die Bedeutung dieser Textzeile hin. Thomas Collmer beschäftigte sich ebenfalls mit dem Lied. Er weist auf den Gegensatz der Gemütlichkeit der Seelenküche zur Ungastlichkeit der Außenwelt hin. Morrison, der zur Entstehungszeit des Liedes ohne festen Wohnsitz gewesen ist, zeige sich hier als Hinausgeworfener und Umherirrender. Auch auf die erotischen Facetten und Bilder weist er hin. Your fingers weave quick minarets [Deine Finger weben schnelle Minarette], ein Bild das auch Anaïs Nin in ihrem Roman A spy in the house of love verwendet habe, der Morrison zu seinem Lied The Spy inspiriert habe. Secret alphabets [geheime Alphabete] erinnere an Arthur Rimbauds magisch-alchimistische Lautlehre und die Zeile Street lights share their hollow glow beziehe sich auf die Zeile Dix nuits, sans regretter l’oeil niais des falots! in Rimbauds berühmtestem Gedicht Le Bateau ivre. Die mythologische Ebene ließe sich noch weiter verfolgen und Soul Kitchen sei ein wahrhaft okkultistischer Song mit vielen geheimen Bezügen.
Paul Williams schrieb in seiner Rezension im Crawdaddy Magazine vom 1. Mai 1967: Soul Kitchen is nice. [Soul Kitchen ist nett]. Das Lied erinnere ihn an Blowin’ in the Wind und Peter, Paul and Mary würden es zur Nummer eins in den Country-Charts machen. Ein nettes kleines Lied über desire [Begierde, Sehsucht, Verlangen]. Es schildere den Zwiespalt in Morrison. Einerseits wisse er, dass er gehen sollte, andererseits, dass er bleiben wolle. Diese alles führe zur Offenbarung des sexuellen Verlangens. Williams wies auch auf die Bedeutung der Zeile Learn to forget hin, die er mit The answer is blowin’ in the wind verglich. Er wies darauf hin, dass Soul Kitchen weder Hit-Single noch Radiohit sei und dass das Lied zur damaligen Zeit noch nicht einmal von geschätzten zwanzigtausend Personen gehört worden sei. Er erkannte aber, dass das Lied komplexer sei als es auf den ersten Blick erscheine. Nach weiteren Ausführungen schloss er damit, dass Soul Kitchen ein Katalysator mit mehr Potential sei, die Wahrheit hervorzubringen, als irgendetwas anderes seit dem mittleren Faulkner.

## Aufnahmen vonThe Doors(Auswahl)
- Studioaufnahme, veröffentlicht auf Seite 1 der LP The Doors am 4. Januar 1967, Elektra Records EKS 74007- A
- Liveaufnahme vom 7. März 1967 in The Matrix, San Francisco  auf 50th Anniversary Deluxe Edition von „The Doors“, veröffentlicht am 17. März 2017. Rhino Records[7][6]
- Liveaufnahme vom 21. Juli 1969 im  Aquarius Theatre, Hollywood veröffentlicht auf Live at the Aquarius Theatre: The First Performance, Bright Midnight Records RHM2 7906[11]
- Liveaufnahme vom 21. Juli 1969 im  Aquarius Theatre, Hollywood,  Live In Hollywood (Highlights From The Aquarius Theatre Performances) The second Performance, Elektra Records[12]

## Verwendung des Liedes
Soul Kitchen fand 1994 Eingang in den Soundtrack des Films Forrest Gump. Das Lied wird während der Regenszene der Vietnamsequenz gespielt.  Auch im Dokumentarfilm Mayor of the Sunset Strip von 2003 wird das Lied verwendet. Imani Coppola sampelte Soul Kitchen in ihrem Lied I’m a Tree. Hierdurch fand das Lied Eingang in weitere Soundtracks von Filmen und Fernsehserien.

## Coverversionen (Auswahl)
- 1967 veröffentlichte die US-amerikanische Band The Dynasty die Single Soul Kitchen auf dem Label Westchester W-1156, A-Seite
- 1967 veröffentlichte die US-amerikanische Band The Lime die Single Love a Go Go mit der B-Seite Soul Kitchen auf dem Label Westwood Record Co  W-12367[14]
- 1969 veröffentlichte Buddy Rich eine Instrumentalversion auf seinem Album Buddy & Soul beim Label World Pacific Jazz ST-20158[15]
- 1978 spielte die US-amerikanische Band The Knack Soul Kitchen live mit Ray Manzarek an der Orgel. Veröffentlicht wurde die Aufnahme 2002 als Bonustrack auf der Neuauflage von …But The Little Girls Understand bei Capitol Records  72435-38112-2-8.[16]
- 1979 spielte Mitch Ryder Soul Kitchen live in der Grugahalle und veröffentlichte es als B-Seite der Single Rock And Roll bei Line Records  6.20 047, LMS 3004.[17]
- 1980 wurde Soul Kitchen von der US-amerikanischen Punkband X auf dem Album Los Angeles gecovert, Label Slash  SR-104.[18]
- 1986 nahm die britische Rockband Echo & the Bunnymen den Titel Soul Kitchen in den Amazon Studios in Liverpool auf. Veröffentlicht wurde die Aufnahme 2003 als Bonustrack bei der Neuauflage des Albums Echo & the Bunnymen beim Label Warner Strategic Marketing 2564-61164-2[19]
- 1990 veröffentlichte Adamski eine Version auf seinem Album Doctor Adamski’s Musical Pharmacy bei MCA Records MCAD-10130[20]
- 2003 veröffentlichte David Lee Roth eine Version auf seinem Album Diamond Dave bei Magna Carta Records MA-9069-2[21]
- 2007 veröffentlichte Patti Smith eine Version von Soul Kitchen auf ihrem Album Twelve, Columbia 82876 87251[22]
- In der Version der Band X ist der Song auf dem Soundtrack des Horrorfilms Erlöse uns von dem Bösen von 2014 enthalten, zusammen mit den beiden Doors-Songs Break on Through und People are Strange.